# Kunchala Voravichitchaikul

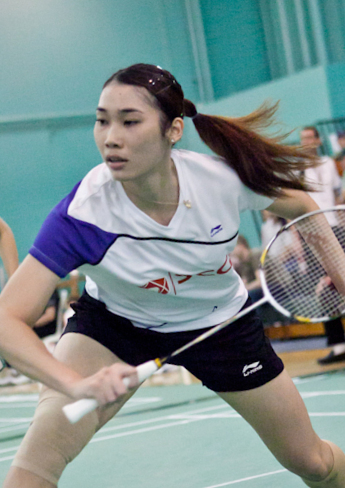
Kunchala Voravichitchaikul bei den US Open 2011.

Kunchala Voravichitchaikul (Thai: กุลชลา วรวิจิตรชัยกุล; * 14. November 1984) ist eine thailändische Badmintonspielerin. 

## Sportliche Karriere
National siegte Kunchala Voravichitchaikul erstmals bei den thailändischen Meisterschaften 2001 im Damendoppel mit Duanganong Aroonkesorn. Sechs Jahre dauerte es, bis beide wieder gemeinsam ganz oben auf dem Treppchen standen. 2008 konnten sie den Doppeltitel noch einmal verteidigen.
Bei den Asienspielen 2006 schaffte es die Paarung bis ins Achtelfinale. Auch bei der All England Super Series 2009 war im Achtelfinale Endstation. 2010 konnten sie ins Viertelfinale der Korea Open Super Series vordringen. Besser machten es beide im Hochschulsport. Nach Bronze 2002 bei den Welthochschulmeisterschaften und Bronze bei der Universiade 2007 erkämpften sie sich 2008 den Weltmeistertitel. Bronze erkämpften sie sich auch bei den Südostasienspielen 2007.